# Florian Sonnefeld
Florian Sonnefeld (* 2. November 1976 in München) ist ein deutscher Schauspieler, Regisseur, Drehbuchautor und Filmproduzent. Als Autor arbeitet Florian Sonnefeld häufig unter dem Pseudonym Rolf-Ian Delfenson. Sonnefeld ist der Gründer Angry Sun Productions, ein kreatives Kollektiv für Film- und Theaterproduktionen, deren Filme sowohl auf deutschen als auch auf ausländischen Festivals vertreten waren.

## Leben
Während seiner Schulzeit modelte er regelmäßig für die Jugendzeitschrift Bravo und war Mitglied der Boyband Boomtown. Nach seinem Abitur siedelte Florian Sonnenfeld 1997 nach New York um und studierte dort am Lee Strasberg Theatre and Film Institute Schauspiel, später auch Regie, für dessen Studiengang er ein Stipendium erhielt. 2001 wurde er als Internship member im Actor’s Studio New York aufgenommen. Die Terroranschläge am 11. September 2001 in New York, die Florian Sonnenfeld in der Stadt miterlebt hatte, bewogen ihn bald zum Rückzug nach Deutschland. Seit 2002 lebt er in Berlin. 2004 gab er selbst Schauspielunterricht an der Film Acting School in Köln.

## Produktionen

### Als Schauspieler – Kino
- 2002: After the After Hour
- 2003: Give U Rope
- 2003: Hundsgemein
- 2005: Toy Boy
- 2005: Rosenzug
- 2006: Quiproquo
- 2006: Glückstag
- 2007: Straight
- 2007: Hell
- 2008: Murat B. – Verloren in Deutschland
- 2010: Drei

### Als Schauspieler – Fernsehen
- 2002: Guiding Light
- 2002: The Awful Truth
- 2004–2006: Der Alte
- 2004–2008: Siska
- 2006: Der Bulle von Tölz: Kochkünste
- 2007: Ein Fall für zwei
- 2007: Die Rosenheim-Cops – Leben vergeht, Geld besteht
- 2008: Familie Dr. Kleist
- 2012: Klinik am Alex
- 2012: Tatort: Schmuggler

### Als Schauspieler – Theater
- 2002: Berlin, Tribeca Playhouse, New York
- 2002: Goldener Westen, La Mama Theatre, New York
- 2005: Buckstar, artheater, Köln

### Als Autor und Regisseur
- 2002: After the After Hour
- 2003: Give U Rope
- 2005: Toy Boy
- 2005: Buckstar, artheater, Köln
- 2012: Mobilität von morgen, Alte Pumpe Berlin

### Als Produzent
- 2002: After the After Hour
- 2003: Give U Rope
- 2005: Toy Boy
- 2005: Buckstar, artheater, Köln

### Als  Musiker
- 1995: Blow Boys Blow, Boomtown, Virgin Schallplatten GmbH

### Als Künstler – Festivals
- 2010: Kampf der Künste, Berlin[5]
- 2009: Shortmoves Film Festival, Halle
- 2008: Pink Apple Festival, Zürich
- 2008: Verzaubert Festival, München
- 2006: Filmfest Heinrich-Heine-Universität, Düsseldorf
- 2005: Internationales Festivals des nicht kommerziellen Films, Carintha (AT)
- 2005: Lange Nacht der Theater, Köln
- 2005: Festival der Nationen, Ebbensee (AT)
- 2005: Open Eyes Film Festival, Marburg
- 2004: eDward/eDIT Film Award, Frankfurt a. M.
- 2002: New York International Film & Video Festival, New York (USA)

## Auszeichnungen
- 2002: „Best Documentary Experimental“, New York International Film & Video Festival für After the After Hour (Regie & Hauptrolle)
- 2004: 3. Platz, eDward/eDIT Film Award, Frankfurt am Main für Give U Rope
- 2005: Diana in Bronze, Internationales Festivals des nicht kommerziellen Films, Carintha (AT) für Toy Boy
- 2005: Beste Produktion, Lange Nacht der Theater, Köln für Buckstar
- 2005: Silberner Bär (Regie & Hauptrolle), Festival der Nationen Österreich für Toy Boy
- 2005: Publikumspreis, Open Eyes Film Festival, Marburg für Toy Boy
- 2006: Publikumspreis, Filmfest Heinrich-Heine-Universität, Düsseldorf für Toy Boy
- 2012: Napoli Cultural Classic als bester ausländischer männlicher Schauspieler in Toy Boy.[6]